# 京急交通

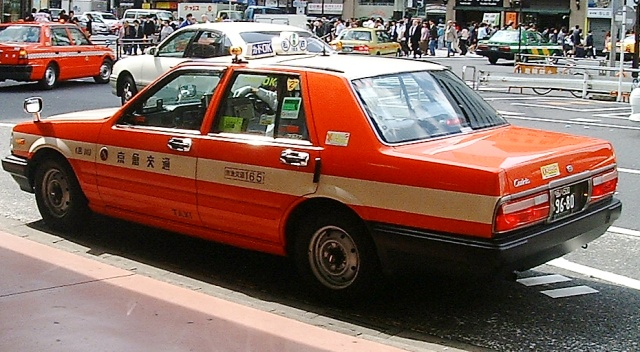
京急交通のタクシー

京急交通株式会社（けいきゅうこうつう）は、神奈川県鎌倉市と東京都特別区及び武蔵野市・三鷹市を営業エリアとする、京急グループのタクシー会社である。京浜急行電鉄100%出資子会社。

## 概要
- 営業所
  - 大船営業所（神奈川県鎌倉市小袋谷1-173-1・本社併設）　
  - 品川営業所（東京都品川区東大井1-21-13）

- タクシー車両数
  - 大船営業所99両　
  - 品川営業所60両

## その他
- 1948年（昭和23年）10月に京浜観光開発株式会社として設立。1974年（昭和49年）9月に京急交通株式会社に社名変更した。
- 鎌倉市内最大手のタクシー会社であり、鎌倉市内を中心に湘南交通圏全域にて営業している。車両は黒または紺色のトヨタ・クラウンコンフォート・コンフォート・シエンタハイブリッドや日産・セドリックを使用している。観光地という場所柄、遊覧タクシーや専用ワゴン車を使用した9人乗りの「ジャンボタクシー」、また介護施設送迎用の「ケアタクシー」事業も行っている。
- 品川営業所は東京都港区・品川区・大田区の京急沿線を中心に営業している。かつては電車とのイメージ統一を図り、朱色に太めの白線[2]が引いてある中型車を使用していたが、2015年（平成27年）現在は1台を除いて黒または紺色となり、車両外観については神奈川地区のグループ事業者にほぼ準じたものとなった。小田急交通とともに私鉄協同無線センターの無線を利用している。
- 2019年（令和元年）10月にスマートフォン用タクシー配車アプリ「MOV」を導入[3]。